# انگلبرت شوگینچ
انگلبرت شوگینچ (انگلیسی: Engelbert Schücking؛ زاده ۲۳ مه ۱۹۲۶–۵ ژانویه ۲۰۱۵) فیزیک‌دان و استاد دانشگاه فیزیک دانشگاه نیویورک اهل آلمان بود. پژوهش‌های وی در محور اخترفیزیک، نسبیت عام و کیهان‌شناسی بود. شوگینج ابتدا در دانشگاه مونستر و بعدتر گوتینگن تحت نظر ورنر هایزنبرگ و ریچارد بکر تحصیل کرد. بعد از دریافت دکترای خود به آمریکا مهاجرت کرد و در دانشگاه‌های دانشگاه سیراکیوس، دانشگاه کرنل، دانشگاه تگزاس در آستین و در نهایت دانشگاه نیویورک به تدریس فیزیک پرداخت و فیزیک‌دانانی چون ریچارد گرین، سی. وی. ویشوشوارا دانشجوهای وی بودند.